# 14046 Keikai
14046 Keikai eller 1995 WE5 är en asteroid i huvudbältet som upptäcktes den 17 november 1995 av den japanske amatörastronomen Tomimaru Okuni vid Nanyō-observatoriet. Den är uppkallad efter det japanska berget Keikai.
Asteroiden har en diameter på ungefär 3 kilometer.